# Cochas
Cochas o Santa Cruz de Cochas, es un centro poblado peruano del distrito de Chacas, ubicado en la provincia de Asunción, en el departamento de Áncash. Se localiza sobre los 3500 m s. n. m. y cuenta con una población aproximada de 150 habitantes dedicada mayormente a labores agrícolas y ganaderas.
Forma, con el pueblo de Chacas, un solo continuo urbano por el sur, por lo que se prevé que sea anexado al pueblo como nuevo barrio en los próximos años.